# بیمارستان خاتم‌الانبیا (شوشتر)
بیمارستان خاتم الانبیا واقع در استان خوزستان، شهرستان شوشتر بیمارستانی است درمانی و وابسته به دانشکده علوم پزشکی شوشتر با ۱۰۰ تخت ثابت که در سال ۱۳۷۶ خورشیدی تأسیس شده‌است.
هم‌اکنون این بیمارستان دارای بخش‌های CCU، داخلی، اطفال، ICU جنرال، ارولوژی، ارتوپدی، چشم، ENT، جراحی عمومی، ICU جراحی، نورولوژی، ICU داخلی، اتاق عمل، دیالیز، اورژانس و دیگر واحدهای پاراکلینیکی و درمانگاهی است.